# De Waal (Texel)

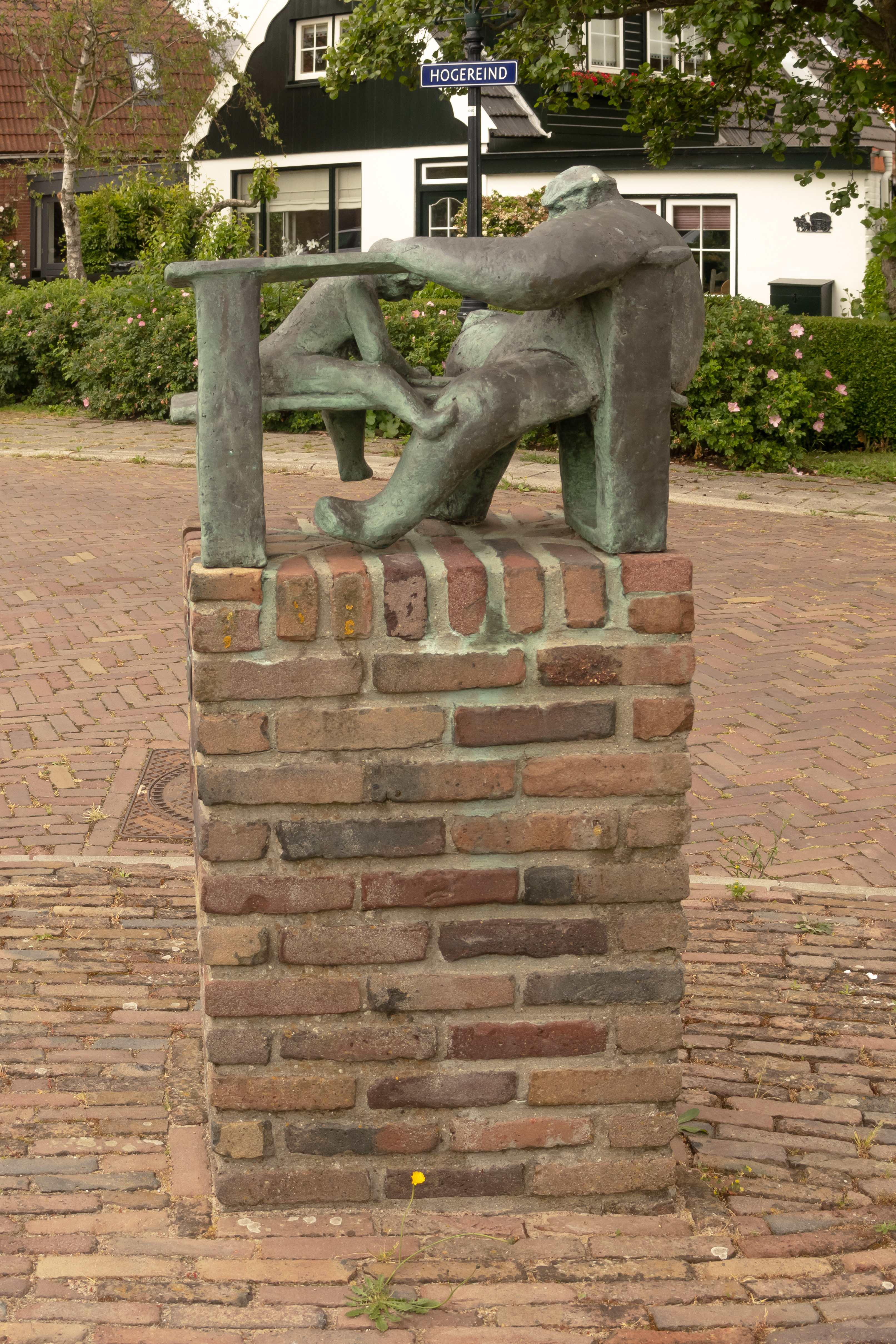
Skulptur 'Das Spiel' von Marijn Koenen Gorter

De Waal ist mit 270 Einwohnern (Stand: 1. Januar 2024) das kleinste Dorf der westfriesischen Insel Texel und liegt nördlich des größten Dorfes Den Burg. De Waal wurde wohl im 12. Jahrhundert gegründet und lag bis 1613 direkt an der See.
Eine wichtige Einnahmequelle ist der Campingtourismus. Im Dorf gibt es seit 2006 ein kulturhistorisches Museum mit Ausstellungen zum dörflichen Leben, zu Viehzucht und Handwerk, das aus einem 1963 gegründeten Wagenmuseum hervorging. Die Sage berichtet von Trollen (Sommeltjes), die einen Grabhügel bei De Waal bewohnen.